# Stevo Pendarovski
Stevo Pendarovski (makedonsko Стево Пендаровски), makedonski politik, * 3. april 1963, Skopje.
Pendarovski je bil od leta 2019 do 2024 peti predsednik republike Severne Makedonije. Velja za zagovornika Prespanskega sporazuma o novem imenu države ter pridružitve EU in zvezi NATO.

## Življenjepis
Pendarovski je na Univerzi v Skopju leta 1987 zaključil študij prava. Na isti univerzi je kasneje pridobil magisterij in doktorat iz političnih znanosti.
Politično kariero je začel kot asistent za odnose z javnostmi na ministrstvu za notranje zadeve ter kot vodja analitičnega in raziskovalnega oddelka ministrstva med letoma 1998 in 2001. V letih 2001–2004 je bil svetovalec nekdanjega predsednika Borisa Trajkovskega za nacionalno varnost in zunanjo politiko. Po vodenju državne volilne komisije v letih 2004–2005 je do leta 2008 znova deloval kot svetovalec novega predsednika, Branka Crvenkovskega. Od leta 2008 je bil asistent na Ameriški univerzi v Skopju.
Kot kandidat Socialdemokratske zveze Makedonije (SDSM) je nastopil na predsedniških volitvah leta 2014 in v drugem krogu izgubil proti kandidatu VMRO-DPMNE Gjorgu Ivanovu.
Za predsednika je ponovno kandidiral na volitvah leta 2019. S tesno prednostjo se je skupaj s kandidatko VMRO-DPMNE Gordano Siljanovsko - Davkovo uvrstil v drugi krog, v katerem je zmagal z 51,66 % glasov ob 46,70-odstotni volilni udeležbi. Kot predsednik države je prisegel 12. maja 2019.